# Manchester United F.C. mùa bóng 1984–85
Mùa giải 1984–85 là mùa giải thứ 83 của Manchester United trong hệ thống bóng đá Anh, và là mùa giải thứ 10 liên tiếp của họ ở giải đấu hàng đầu của bóng đá Anh. 
 "Quỷ đỏ" đã đánh bại Everton với tỷ số 1–0 trong trận chung kết FA Cup để lần thứ sáu giành được chiếc cúp vô địch, và đứng thứ tư trên BXH. Đó là mùa giải đầu tiên tại câu lạc bộ cho các bản hợp đồng mới Gordon Strachan, Jesper Olsen và Alan Brazil, trong khi Mark Hughes trở thành tiền đạo cùng với Frank Stapleton, với Norman Whiteside chuyển sang đá tiền vệ trung tâm để thay thế Ray Wilkins đã ra đi. Hughes kết thúc mùa giải với tư cách là cầu thủ ghi bàn hàng đầu của United với 24 bàn thắng (16 bàn ở giải VĐQG) và cũng được PFA bầu chọn là Cầu thủ trẻ xuất sắc nhất năm của PFA. Tuy nhiên, Brazil đã không thể trở thành một cầu thủ được ra sân thường xuyên, với Atkinson xoay tua anh và Frank Stapleton là tiền đạo thứ hai của câu lạc bộ chơi cùng với Hughes đang trong giai đoạn sung mãn.
United đã bắt đầu mùa giải với 4 trận hòa liên tiếp, dẫn trước 3 trong số đó và bất bại 11 trận mở màn (8 trận tại giải VĐQG) trước khi thất bại 3–0 trước Aston Villa. Chuyến làm khách tiếp theo của họ là chiến thắng vùi dập Everton với tỷ số 5–0, và phong độ giải đấu có phần thất thường trong suốt mùa giải. Trước Giáng sinh, United đã phung phí cơ hội bứt lên khi dẫn trước 2–0 trong các trận thua tiếp theo trước Sunderland và Nottingham Forest, và vào ngày Boxing Day, họ đã bị đánh bại 2-1 trước câu lạc bộ cuối bảng Stoke City, một lần nữa sau khi vươn lên dẫn trước.
United bước vào năm 1985 bất bại tại Old Trafford để tranh ngôi đầu bảng, nhưng để thua liên tiếp các trận sân nhà trước Sheffield Wednesday và Coventry City, trước khi bắt đầu chuỗi 10 trận bất bại, trong đó giành chiến thắng đậm trước Villa (Hughes ghi bàn hat-trick) và Stoke. Những thất bại tại Hillsborough và Luton chưa kể đến phong độ đặc biệt của một Everton đang hồi sinh  đã chấm dứt hy vọng vô địch của United, và thất bại 5–1 trước Watford trong trận đấu cuối cùng đã khiến họ bị cả Liverpool và Tottenham Hotspur vượt qua và chấp nhận về đích ở vị trí thứ tư.
Đến giai đoạn cuối mùa, tâm trí của các cầu thủ có lẽ đã dồn vào trận chung kết FA Cup với nhà vô địch Everton. Con đường đến Wembley của United tương đối dễ dàng khi lần lượt vượt qua AFC Bournemouth, Coventry, Blackburn Rovers và West Ham United để có đụng độ ở bán kết với Liverpool. United đã vượt dẫn trước hai lần nhưng vẫn bị cầm hòa 2–2. Trong trận đá lại bàn phản lưới nhà của Paul McGrath khiến Mu bị dẫn trước ở hiệp một,tuy nhiên các bàn thắng đẹp mắt của Bryan Robson và Hughes đã giúp Mu ngược dòng vượt qua "Lữ đoàn đỏ".
Một trận chung kết không mấy suôn sẻ đã xảy ra ở ngay phút thứ 12, khi tỉ số đang là 0-0, Kevin Moran bị trọng tài Peter Willis đuổi vì "phạm lỗi chuyên môn" với Peter Reid,đây là lần đầu tiên một cầu thủ phải nhậnt thẻ đỏ trực tiếp trong một trận chung kết FA Cup. Mười cầu thủ của United đã cố gắng để kéo phải hiệp phụ, nơi họ đã bản lĩnh hơn và giành được chiếc cúp vô địch nhờ nỗ lực xoay người xuất sắc của Whiteside ở phút 110.
United đã bị loại League Cup ở vòng ba khi bị Everton ngược dòng đánh bại với tỷ số 2-1 ngay trên sân Old Trafford. Chiến dịch UEFA Cup đã đưa United vào tứ kết nhưng thất bại trên chấm phạt đền trước Videoton của Hungary đã đánh dấu đây là trận đấu cuối cùng của đội ở đấu trường châu Âu trong 5 năm. Man Utd đã đủ điều kiện để tham dự UEFA Cup Winners' Cup 1985-86, vì thảm họa Heysel liên quan đến các cổ động viên Liverpool và Juventus tại trận chung kết Cúp C1 châu Âu 11 ngày sau đó, khiến tất cả các câu lạc bộ Anh bị cấm tham gia các giải đấu châu Âu trong thời gian vô thời hạn. Lệnh cấm sẽ không được dỡ bỏ cho đến năm 1990.

## First Division
| Ngày       | Đối thủ              | Sân nhà/khách | Tỉ số | Cầu thủ ghi bàn                          | Số lượng khán giả |
| ---------- | -------------------- | ------------- | ----- | ---------------------------------------- | ----------------- |
| 25/8/1984  | Watford              | H             | 1–1   | Strachan(pen)                            | 53,668            |
| 28/8/1984  | Southampton          | A             | 0–0   |                                          | 22,183            |
| 1/9/1984   | Ipswich Town         | A             | 1–1   | Hughes                                   | 20,876            |
| 5/9/1984   | Chelsea              | H             | 1–1   | Olsen                                    | 48,398            |
| 8/9/1984   | Newcastle United     | H             | 5–0   | Olsen, Strachan 2 (1 pen), Hughes, Moses | 54,915            |
| 15/9/1984  | Coventry City        | A             | 3–0   | Whiteside 2, Robson                      | 18,312            |
| 22/9/1984  | Liverpool            | H             | 1–1   | Strachan (pen)                           | 56,638            |
| 29/9/1984  | West Bromwich Albion | A             | 2–1   | Robson, Strachan (pen)                   | 26,292            |
| 6/10/1984  | Aston Villa          | A             | 0–3   |                                          | 37,131            |
| 13/10/1984 | West Ham United      | H             | 5–1   | McQueen, Brazil, Strachan, Moses, Hughes | 47,559            |
| 20/10/1984 | Tottenham Hotspur    | H             | 1–0   | Hughes                                   | 54,516            |
| 27/10/1984 | Everton              | A             | 0–5   |                                          | 40,742            |
| 2/11/1984  | Arsenal              | H             | 4–2   | Robson, Strachan 2, Hughes               | 32,279            |
| 10/11/1984 | Leicester City       | A             | 3–2   | Brazil, Hughes, Strachan (pen)           | 23,840            |
| 17/11/1984 | Luton Town           | H             | 2–0   | Whiteside 2                              | 41,630            |
| 24/11/1984 | Sunderland           | A             | 2–3   | Robson, Hughes                           | 25,405            |
| 1/12/1984  | Norwich City         | H             | 2–0   | Robson, Hughes                           | 36,635            |
| 8/12/1984  | Nottingham Forest    | A             | 2–3   | Strachan 2 (1 pen)                       | 25,902            |
| 15/12/1984 | Queens Park Rangers  | H             | 3–0   | Brazil, Duxbury, Gidman                  | 36,134            |
| 22/12/1984 | Ipswich Town         | H             | 3–0   | Gidman, Robson, Strachan (pen)           | 35,168            |
| 26/12/1984 | Stoke City           | A             | 1–2   | Stapleton                                | 20,985            |
| 29/12/1984 | Chelsea              | A             | 3–1   | Hughes, Moses, Stapleton                 | 42,197            |
| 1/1/1985   | Sheffield Wednesday  | H             | 1–2   | Hughes                                   | 47,625            |
| 12/1/1985  | Coventry City        | H             | 0–1   |                                          | 35,992            |
| 2/2/1985   | West Bromwich Albion | H             | 2–0   | Strachan 2                               | 36,681            |
| 9/2/1985   | Newcastle United     | A             | 1–1   | Moran                                    | 32,555            |
| 23/2/1985  | Arsenal              | A             | 1–0   | Whiteside                                | 48,612            |
| 2/3/1985   | Everton              | H             | 1–1   | Olsen                                    | 51,150            |
| 12/3/1985  | Tottenham Hotspur    | A             | 2–1   | Hughes, Whiteside                        | 42,908            |
| 15/3/1985  | West Ham United      | A             | 2–2   | Stapleton, Robson                        | 16,674            |
| 23/3/1985  | Aston Villa          | H             | 4–0   | Hughes 3, Whiteside                      | 40,941            |
| 31/3/1985  | Liverpool            | A             | 1–0   | Stapleton                                | 34,886            |
| 3/4/1985   | Leicester City       | H             | 2–1   | Robson, Stapleton                        | 35,950            |
| 6/4/1985   | Stoke City           | H             | 5–0   | Hughes 2, Olsen 2, Whiteside             | 42,940            |
| 9/4/1985   | Sheffield Wednesday  | A             | 0–1   |                                          | 39,380            |
| 21/4/1985  | Luton Town           | A             | 1–2   | Whiteside                                | 10,320            |
| 24/4/1985  | Southampton          | H             | 0–0   |                                          | 31,291            |
| 27/4/1985  | Sunderland           | H             | 2–2   | Robson, Moran                            | 38,979            |
| 4/5/1985   | Norwich City         | A             | 1–0   | Moran                                    | 15,502            |
| 6/5/1985   | Nottingham Forest    | H             | 2–0   | Gidman, Stapleton                        | 41,775            |
| 11/5/1985  | Queens Park Rangers  | A             | 3–1   | Brazil 2, Strachan                       | 20,483            |
| 13/5/1985  | Watford              | A             | 1–5   | Moran                                    | 20,500            |

## FA Cup
| Ngày      | Vòng           | Đối thủ          | Sân nhà/khách | Tỉ số | Cầu thủ ghi bàn              | Số lượng khán giả |
| --------- | -------------- | ---------------- | ------------- | ----- | ---------------------------- | ----------------- |
| 5/11985   | Vòng 3         | Bournemouth      | H             | 3–0   | McQueen, Stapleton, Strachan | 32,080            |
| 26/1/1985 | Vòng 4         | Coventry City    | H             | 2–1   | Hughes, McGrath              | 38,039            |
| 15/1/1985 | Vòng 5         | Blackburn Rovers | A             | 2–0   | Strachan, McGrath            | 22,692            |
| 9/3/1985  | Vòng 6         | West Ham United  | H             | 4–2   | Hughes, Whiteside 3 (1 pen)  | 46,769            |
| 13/4/1985 | Bán kết        | Liverpool        | N             | 2–2   | Robson, Stapleton            | 51,690            |
| 17/4/1985 | Bán kết Đá lại | Liverpool        | N             | 2–1   | Robson, Hughes               | 45,775            |
| 18/5/1985 | Chung kết      | Everton          | N             | 1–0   | Whiteside                    | 100,000           |

## Cúp liên đoàn Anh
| Ngày       | Vòng           | Đối thủ | Sân nhà/khách | Tỉ số | Cầu thủ ghi bàn  | Số lượng khán giả |
| ---------- | -------------- | ------- | ------------- | ----- | ---------------- | ----------------- |
| 26/9/1984  | Vòng 2 Lượt đi | Burnley | H             | 4–0   | Robson, Hughes 3 | 28,383            |
| 9/10/1984  | Vòng 2 Lượt về | Burnley | A             | 3–0   | Brazil 2, Olsen  | 12,690            |
| 30/10/1984 | Vòng 3         | Everton | H             | 1–2   | Brazil           | 50,918            |

## UEFA Cup Winners'Cup
| Ngày       | Vòng           | Đối thủ       | Sân nhà/khách | Tỉ số                                       | Cầu thủ ghi bàn               | Số lượng khán giả |
| ---------- | -------------- | ------------- | ------------- | ------------------------------------------- | ----------------------------- | ----------------- |
| 19/9/1984  | Vòng 1 Lượt đi | Rába ETO Győr | H             | 3–0                                         | Robson, Mühren, Hughes        | 33,119            |
| 3/101984   | Vòng 1 Lượt về | Rába ETO Győr | A             | 2–2                                         | Brazil, Mühren (pen)          | 26,000            |
| 24/10/1984 | Vòng 2 Lượt đi | PSV Eindhoven | A             | 0–0                                         |                               | 27,500            |
| 7/11/1984  | Vòng 2 Lượt về | PSV Eindhoven | H             | 1–0                                         | Strachan (pen)                | 39,281            |
| 28/12/1984 | Vòng 3 Lượt đi | Dundee United | H             | 2–2                                         | Strachan (pen), Robson        | 48,278            |
| 12/12/1984 | Vòng 3 Lượt về | Dundee United | A             | 3–2                                         | Hughes, McGinnis (og), Mühren | 21,821            |
| 6/3/1985   | Tứ kết Lượt đi | Videoton      | H             | 1–0                                         | Stapleton                     | 35,432            |
| 20/3/1985  | Tứ kết Lượt về | Videoton      | A             | 0–1 (Videoton thắng 5-4 trên chấm luân lưu) |                               | 25,000            |

## Thống kê đội hình
| Vị trí | Name              | League | League | FA Cup | FA Cup | League Cup | League Cup | UEFA Cup | UEFA Cup | Tổng cộng | Tổng cộng |
| Vị trí | Name              | Trận   | Bàn    | Trận   | Bàn    | Trận       | Bàn        | Trận     | Bàn      | Trận      | Bàn       |
| ------ | ----------------- | ------ | ------ | ------ | ------ | ---------- | ---------- | -------- | -------- | --------- | --------- |
| TM     | Gary Bailey       | 38     | 0      | 6      | 0      | 3          | 0          | 8        | 0        | 55        | 0         |
| TM     | Stephen Pears     | 4      | 0      | 1      | 0      | 0          | 0          | 0        | 0        | 5         | 0         |
| HV     | Arthur Albiston   | 39     | 0      | 7      | 0      | 3          | 0          | 8        | 0        | 57        | 0         |
| HV     | Mike Duxbury      | 27(3)  | 1      | 2(1)   | 0      | 2          | 0          | 6        | 0        | 37(4)     | 1         |
| HV     | Billy Garton      | 2      | 0      | 0      | 0      | 1          | 0          | 0(1)     | 0        | 3(1)      | 0         |
| HV     | John Gidman       | 27     | 3      | 6      | 0      | 1          | 0          | 6(1)     | 0        | 40(1)     | 3         |
| HV     | Graeme Hogg       | 29     | 0      | 5      | 0      | 3          | 0          | 6        | 0        | 43        | 0         |
| HV     | Paul McGrath      | 23     | 0      | 7      | 2      | 0          | 0          | 2        | 0        | 32        | 2         |
| HV     | Gordon McQueen    | 12     | 1      | 1      | 1      | 0          | 0          | 2        | 0        | 15        | 2         |
| HV     | Kevin Moran       | 19     | 4      | 3      | 0      | 2          | 0          | 4        | 0        | 28        | 4         |
| TV     | Clayton Blackmore | 1      | 0      | 0      | 0      | 1          | 0          | 0        | 0        | 2         | 0         |
| TV     | Arthur Graham     | 0      | 0      | 0      | 0      | 1          | 0          | 0        | 0        | 1         | 0         |
| TV     | Remi Moses        | 26     | 3      | 3      | 0      | 3          | 0          | 6        | 0        | 38        | 3         |
| TV     | Arnold Mühren     | 7(5)   | 0      | 1      | 0      | 1          | 0          | 3        | 3        | 12(5)     | 3         |
| TV     | Jesper Olsen      | 36     | 5      | 6      | 0      | 2          | 1          | 6(1)     | 0        | 50(1)     | 6         |
| TV     | Bryan Robson      | 32(1)  | 9      | 4      | 2      | 2          | 1          | 7        | 2        | 45(1)     | 14        |
| TV     | Gordon Strachan   | 41     | 15     | 7      | 2      | 2          | 0          | 6        | 2        | 56        | 19        |
| TV     | Norman Whiteside  | 23(4)  | 9      | 6      | 4      | 1          | 0          | 4(1)     | 0        | 34(5)     | 13        |
| TĐ     | Alan Brazil       | 17(3)  | 5      | 0(1)   | 0      | 2(1)       | 3          | 2        | 1        | 21(5)     | 9         |
| TĐ     | Mark Hughes       | 38     | 16     | 7      | 3      | 2          | 3          | 8        | 2        | 55        | 24        |
| TĐ     | Frank Stapleton   | 21(3)  | 6      | 5      | 2      | 1(1)       | 0          | 4(1)     | 1        | 31(5)     | 9         |
| –      | Phản lưới         | –      | 0      | –      | 0      | –          | 0          | –        | 1        | –         | 1         |